# Pseudomonocelis agilis
Pseudomonocelis agilis är en plattmaskart som först beskrevs av Schultze M. 1851, och fick sitt nu gällande namn av Meixner 1943. Pseudomonocelis agilis ingår i släktet Pseudomonocelis och familjen Monocelididae. Inga underarter finns listade i Catalogue of Life.